# San José el Capulín
San José el Capulín är en ort i Mexiko.   Den ligger i kommunen Juchitán och delstaten Guerrero, i den södra delen av landet, 300 km söder om huvudstaden Mexico City. San José el Capulín ligger 142 meter över havet och antalet invånare är 203.
Terrängen runt San José el Capulín är lite kuperad. Runt San José el Capulín är det ganska glesbefolkat, med 29 invånare per kvadratkilometer. Närmaste större samhälle är San Luis Acatlán, 18,2 km norr om San José el Capulín. Omgivningarna runt San José el Capulín är en mosaik av jordbruksmark och naturlig växtlighet.